# 47미터 2
《47미터 2》(영어: 47 Meters Down: Uncaged)는 미국에서 제작된 요해너스 로버츠 감독의 2019년 공포, 스릴러 영화이다. 《47 미터》(2017)의 속편이다. 소피 넬리스 등이 주연으로 출연하였고 제임스 해리스 등이 제작에 참여하였다.

## 줄거리
10대 이복 자매가 마야 문명 유적지가 있는 해저에서 스쿠버 다이빙을 하다가 상어떼와 조우한다.

## 출연진

### 주연
- 소피 넬리스
- 시스틴 로즈 스탤론
- 브리앤 추
- 코린 폭스

### 조연
- 다비 샌토스
- 카일린 램보
- 브렉 배신저
- 존 코빗
- 니아 롱

## 제작진
- 공동제작: 케이트 글로버
- 미술: 데이비드 브라이언
- 세트: 패멀라 아길로
- 의상: 클레어 핀리톰프슨
- 배역: 콜린 존스